# Eurhynchium cuestarum
Eurhynchium cuestarum är en bladmossart som beskrevs av C. Müller 1897. Eurhynchium cuestarum ingår i släktet sprötmossor, och familjen Brachytheciaceae. Inga underarter finns listade i Catalogue of Life.